# The Conquering Hero (film 1909)
The Conquering Hero è un cortometraggio muto del 1909. Il nome del regista non viene riportato nei credit del film.

## Trama
Franklin, eroe del giorno dopo aver vinto le regate, accetta l'invito dell'Athletic Club di una piccola città di provincia per assistere ai festeggiamenti dell'anniversario di fondazione del circolo. Il giovane, però, non riesce a raggiungere la città perché la sua auto va in panne. Mentre sta camminando, viene aggredito da un vagabondo che gli ruba gli abiti e la medaglia d'oro, lasciandogli in cambio i suoi vestiti. Stessa sorte anche per un tipo che sta arrivando in sella a un cavallo. I due vagabondi arrivano in città tutti ben vestiti e sono sorpresi dall'accoglienza calorosa dei cittadini che li festeggiano entusiasticamente. Li portano a un banchetto e quello che viene scambiato per Franklin si rende conto di essere l'ospite d'onore. Completamente a suo agio, si mette ad amoreggiare con la figlia del presidente mentre il compare si fa passare per il suo cameriere. Il presidente, che è anche giudice di contea, deve però assentarsi, chiamato in ufficio a causa dell'arresto di due vagabondi. Ovviamente, i due arrestati non sono altro che Franklin e l'altro malcapitato: quando nell'ufficio entra dentro il falso Franklin al braccio della sua ragazza, viene immediatamente riconosciuto e smascherato. Prima di essere arrestati, però, i due veri vagabondi metteranno a soqquadro la città nel loro tentativo di fuga per sfuggire agli irati cittadini.

## Produzione
Il film fu prodotto dalla Lubin Manufacturing Company.

## Distribuzione
Distribuito dalla Lubin Manufacturing Company, il film - un cortometraggio della lunghezza di 223 metri - uscì nelle sale cinematografiche statunitensi il 23 settembre 1909.